# Endrosa subalpina
Endrosa subalpina är en fjärilsart som beskrevs av Thomann 1951. Endrosa subalpina ingår i släktet Endrosa och familjen björnspinnare. Inga underarter finns listade i Catalogue of Life.